# Жеков-Богатырёв, Фёдор Христофорович
Фёдор Христофорович Жеков-Богатырёв (29 июня 1897, Одесса, Херсонская губерния, Российская империя — 5 ноября 1949, Москва, СССР) — советский военачальник, полковник (1943).

## Биография
Родился 29 июня 1897 года в Одессе. Русский. До службы в армии с октября 1913 года работал учеником-наборщиком в типографии в городе Бендеры.

#### Первая мировая война и революция
В январе 1916 года мобилизован на военную службу  РИА и зачислен рядовым в маршевый батальон в г. Бендеры (крепость), затем переведен в 21-ю конную батарею 6-й армии в Одессе. В ее составе воевал разведчиком на Румынском фронте. Во время Февральской революции 1917 года находился в госпитале по ранению в городе Рени Бессарабской губернии. По выздоровлении вернулся в батарею, а оттуда избран делегатом в армейский комитет 6-й армии (последний чин — старший унтер-офицер). В октябре — ноябре 1917 года был уполномоченным армейского комитета, одновременно исполнял обязанности командира отряда по аттестованию офицеров штаба армии. При оккупации Бессарабии румынами вместе с армейским комитетом прибыл в Одессу и назначен комиссаром Маякского партизанского конного отряда (стоял на границе с Бесарабией), с прибытием к месту службы вступил в командование этим отрядом.

#### Гражданская война
В Гражданскую войну с оккупацией немцами Украины с частями группы войск одесского направления отряд отступил в город Брянск, где  Жеков-Богатырев занимался формированием отдельных частей и отрядов 3-й Украинской армии. Здесь же, в Брянске, заболел и лечился в госпитале, по выходе из него вступил в командование отрядом при особом отделе этой армии. В мае 1919 года с 3-й Украинской армией вновь наступал на Одессу, участвовал также в подавлении мятежа Н. А. Григорьева и Домбровского. Затем из Одессы особый отдел армии был переведен в Кременчуг, затем в Брянск. При слиянии особых отделов 3-й Украинской и 12-й армий в декабре откомандирован комиссаром в распоряжение особого отдела ВЧК в Москву. В апреле 1920 года переведен в СКВО комиссаром отдела связи, одновременно являлся комиссаром порта города Ростов-на-Дону. Через месяц назначен командиром полка в 1-ю Донскую дивизию, с ее расформированием с сентября командовал полком в 13-й стрелковой дивизии. В составе этих частей участвовал в борьбе с бандитизмом в Донской области. По расформировании полка весной 1921 года убыл в распоряжение штаба Кавказского фронта, а оттуда направлен в 11-ю армию в городе Баку. По прибытии личным поручением С. Орджоникидзе послан для работы в ЧК Грузии, где исполнял должность комиссара особых поручений. В апреле 1921 года с секретным поручением убыл из Тифлиса в ГПУ юго-востока России, по пути в Дербенте заболел холерой и санитарным поездом доставлен в холерные бараки г. Ростов-на-Дону. По выздоровлении в августе направлен пом. начальника снабжения 8-й отдельной бригады Кавказского фронта, затем в декабре переведен в резерв Управления войск ОГПУ по охране железных дорог.

#### Межвоенные годы
С октября 1922 года по август 1924 года учился в Высшей тактико-стрелковой школе комсостава РККА им. III Коминтерна. По окончании направлен в войска ОГПУ, где служил командиром 82-го Самаркандского отдельного дивизиона войск ОГПУ, с мая 1925 года — помощник пограничных комендатур по строевой и хозяйственной части 46-го погранотряда войск ОГПУ, с февраля 1927 года — командиром 85-го Ашхабадского отдельного дивизиона войск ОГПУ. В составе этих частей участвовал в боях с басмаческими бандами Ибрагим-бека и Джунаид-хана в Туркмении. К 10-летию РККА Постановлением ЦИК Туркменской ССР награжден боевым оружием, а к 10-летию органов ВЧК-ОГПУ Коллегией ОГПУ —  золотыми часами и серебряным портсигаром с надписью «За преданность Пролетарской революции».
15 сентября 1928 года уволен со службы и работал затем в правлении Госбанка СССР в Москве инспектором-ревизором, с июня 1930 года — консультантом по финансированию электрификации при ВСНХ, с января 1931 годов в Госплане СССР консультантом и начальником административно-хозяйственного управления, с ноября 1934 года — управляющим делами Народного комиссариата финансов РСФСР, с ноября 1936 года — инспектором при наркоме по финансированию МТС.  К 1936 году окончил 2 курса заочного финансового института в Москве.
В октябре 1938 года прошел сборы в БОВО по должности командира отдельного батальона в городе Бобруйск, здесь ему было присвоено воинское звание «майор». С 1 июня по 17 сентября 1939 года находился на курсах «Выстрел», по окончании в октябре вновь зачислен в кадры РККА и назначен помощником командира по материальному обеспечению 771-го стрелкового полка 137-й стрелковой дивизии МВО. С января 1940 года в том же округе временно командовал 793-м стрелковым полком 182-й стрелковой дивизии, с апреля исполнял должность пом. командира по строевой части 7-го стрелкового полка 24-й стрелковой дивизии. В октябре назначен на ту же должность в 537-й стрелковый полк 160-й стрелковой дивизии, а в марте 1941 года вступил в командование 806-м стрелковым полком 235-й стрелковой дивизии.

#### Великая Отечественная война
24 июня 1941 года дивизия в составе 41-го стрелкового корпуса убыла на Северо-Западный фронт и вела бои в районах городов Двинск, Остров, Опочка. С 15 июля майор  Жеков-Богатырев по ранению находился в госпитале и в отпуске в Москве. По выздоровлении приказом по войскам МВО от 28 января 1942 года назначен командиром 687-го стрелкового полка 141-й стрелковой дивизии, формировавшейся в городе Алатырь. В начале июня дивизия была переброшена в район ст. Поворино Воронежской области. С 5 июля в составе 6-й резервной армии находилась в резерве Ставки ВГК, затем по приказу штаба Брянского фронта заняла оборону по реке Дон на участке Семилуки — Духовское. С 17 июля она была включена в 40-ю армию Воронежского фронта и участвовала в Воронежско-Ворошиловградской оборонительной операции. 8 августа 1942 года подполковник  Жеков-Богатырев был ранен в грудь и контужен и до февраля 1943 года находился в госпитале, по выздоровлении направлен на Воронежский фронт и с 18 марта допущен к исполнению должности заместителя командира 161-й	стрелковой дивизии. В мае был командирован на учебу в Высшую военную академию им. К. Е. Ворошилова, по окончании ее ускоренного курса в мае 1944 года направлен в 5-ю армию 3-го Белорусского фронта и по прибытии с 4 июля допущен к командованию 97-й стрелковой Витебской дивизией. Участвовал с ней в Белорусской, Витебской и Каунасской наступательных операциях, в овладении городами Вильнюс и Каунас. За освобождение г. Вильнюс она была награждена орденом Красного Знамени (25.07.1944). 21 августа 1944 года отстранен от командования и назначен заместителем командира 320-й стрелковой дивизии. В том же месяце направлен в распоряжение Уполномоченного СНК по делам года репатриации. С 29 декабря там же исполнял должность помощника начальника группы, а с 15 января 1945 года — начальника группы представителей. С 28 апреля 1945 года был начальником инспекции Управления Уполномоченного СНК СССР по делам репатриации.
За время войны комдив Жеков-Богатырев был два  раза персонально упомянут в благодарственных в приказах Верховного Главнокомандующего.

#### Послевоенное время
После войны в июле 1945 года направлен в Военную академию им. М. В. Фрунзе, где занимал должности преподавателя кафедры тыла, а с ноября — старшего преподавателя кафедры организации и мобилизации войск, одновременно проходил заочное обучение в этой же академии (окончил в 1948 году).  Будучи в этой академии, 5 ноября 1949 года полковник  Жеков-Богатырев  умер от кардиосклероза.
Похоронен на Новодевичьем кладбище.

## Награды
- два ордена Красного Знамени (19.03.1944[5],  20.06.1949[6][7])
- орден Красной Звезды (03.11.1944)[8]
  - медали в том числе:
  - «За победу над Германией в Великой Отечественной войне 1941—1945 гг.» (23.06.1945)[9]

Приказы (благодарности) Верховного Главнокомандующего в которых отмечен Ф. Х. Жеков-Богатырёв.
- За освобождение столицы Литовской Советской Республики города Вильнюс от фашистских захватчиков. 13 июля 1944 года № 136.
- За овладение штурмом городом и крепостью Каунас (Ковно) – оперативно важным узлом коммуникаций и мощным опорным пунктом обороны немцев, прикрывающим подступы к границам Восточной Пруссии. 1 августа 1944 года № 161.